# (7172) Multatuli
(7172) Multatuli ist ein Asteroid des inneren Hauptgürtels, der am 17. Februar 1988 vom belgischen Astronomen Eric Walter Elst am La-Silla-Observatorium (IAU-Code 809) der Europäischen Südsternwarte in Chile entdeckt wurde.
Der Asteroid wurde am 24. Dezember 1996 nach dem Pseudonym Multatuli des niederländischen Schriftstellers Eduard Douwes Dekker (1820–1887) benannt, dessen Werk in den Niederlanden von der Schule an zum unabdingbaren Bildungs- und Literaturkanon zählt. Das gegen die kolonialen Verbrechen in Niederländisch-Indien (heute Indonesien) gerichtete Buch Max Havelaar wurde von der Gesellschaft für niederländische Literaturwissenschaft im Jahr 2002 zum wichtigsten in niederländischer Sprache geschriebenen Werk erklärt.
Der Himmelskörper gehört zur Nysa-Gruppe, einer nach (44) Nysa benannten Gruppe von Asteroiden (auch Hertha-Familie genannt, nach (135) Hertha).